# (7043) Godart
(7043) Godart est un astéroïde de la ceinture principale découvert le 2 septembre 1934 par l'astronome belge Eugène Joseph Delporte.

## Historique
Le lieu de découverte, par l'astronome belge Eugène Joseph Delporte, est Uccle.
L’astéroïde a été nommé le 28 août 1996 d’après l’astronome belge Odon Godart (1913-1996).

## Caractéristiques
Sa distance minimale d'intersection de l'orbite terrestre est de 0,819 520 ua.